# 反逆のメロディー
『反逆のメロディー』（はんぎゃくのめろでぃ）1970年7月22日に公開された日本の映画である。監督は澤田幸弘。主演は原田芳雄。日活制作。

## 概要
原田芳雄の日活初出演映画であり、日活初主演映画である。

## キャスト
- 塚田哲：原田芳雄
- 星野：地井武男
- 滝川政次：藤竜也
- 亜紀：梶芽衣子
- お竜：富士真奈美
- 木原刑事：青木義朗
- 峰田：深江章喜
- 淡野大次郎：須賀不二男
- 武沢：曽根晴美
- ドス健：永山一夫
- 立花：梅野泰靖
- 青山：沖雅也
- ゲバ作：佐藤蛾次郎
- 矢東会組員：柳瀬志郎
- サラ金屋の社長：玉村駿太郎
- 立花組組員：二瓶正也
- 丸目：亀山靖博
- 桐亜建設重役：雪丘恵介、弘松三郎
- 県警警部：長弘
- トルコのマネージャー：高橋明
- 北浦署刑事：小林亘、本目雅昭
- 立花組組員：水川国也
- 淡野組組員：田畑善彦
- 矢東会組員・立花組組員：沢美鶴
- 越田雄次：小泉郁之助
- バイクの後ろの女：青木伸子
- サラ金屋社員：牧まさみ
- トルコ嬢：原田千枝子
- 警官：北上忠行
- 立花組組員：大前田武、小島克巳、氷室政司
- 矢東会組員(？)：大泉隆二
- 技斗：渡井嘉久雄

## スタッフ
- 監督： 澤田幸弘
- 脚本 ： 佐治乾、蘇武路夫
- 企画 ： 水の江滝子
- 音楽 ： 玉木宏樹

## 作品の評価
斎藤正治は「原田芳雄はジーパンを履き、インサイド化するヤクザと自分を区別し、徹底的にアウトローになった。偽りのヤクザ世界から爪はじきされた者だけが闘うヤクザとしての資格があるといわんばかりに彼はよく闘った。侵食される純正なヤクザ社会の防波堤になったのは、何ともモダンでオートバイを乗り回すジーパン坊やだったというパラドックスは『人生劇場 飛車角』以来のヤクザ映画に対する型の神話が崩れて来ているのを教えてくれた。私は『反逆のメロディー』に新しいヤクザ映画の誕生を見た」と評した。

## 同時上映
『あしたのジョー』
- 原作：高森朝雄、ちばてつや / 脚本：馬場当 / 監督：長谷部安春 / 主演：石橋正次 / 新国劇・日活製作 / ダイニチ映配配給

## 映像ソフト
- 2007年4月7日に日活からDVDが発売された。